# 테네시강

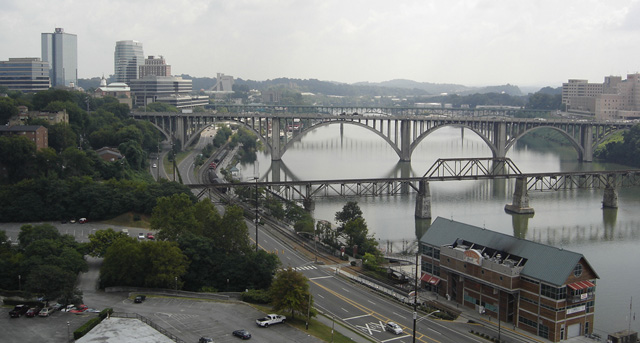
테네시강

테네시강(Tennessee River)은 오하이오강 최대의 지류로, 전체 길이 1,045km이다.

## 역사

### 명칭
이 강은 17세기 말부터 "Caquinampo" 또는 "Kasqui"라는 이름으로 프랑스의 지도에 등장한다. 18세기 초부터 지도들은 "Cussate," "Hogohegee," "Callamaco", "Acanseapi"로 지명했다.
1755년 영국 지도는 테네시강을 "River of the Cherakees"으로 표시했다. 18세기 말에 "테네시"로 불리게 되었으며, 이는 타나시라는 이름의 Cherokee 마을에서 유래한 이름이다.

## 같이 보기
- 테네시강 유역 개발 공사